# Hanne Arendzen
Hanne Arendzen (22 maart 1987) is een Nederlands actrice.

## Levensloop
In 2011 studeerde Arendzen af aan de Amsterdamse Toneelschool en kleinkunstacademie.

### Televisie en film
Op televisie speelde Arendzen rollen in Beatrix, Oranje onder vuur, Van Gogh: Een huis voor Vincent, Ramses, Het Diner, 2/11 Het spel van de wolf, Publieke Werken, Moos, Klem en Zenith II.

### Toneel
Op het toneel was Arendzen te zien in onder meer De meeuw van Tsjechov, De Avonden naar de gelijknamige roman van Gerard Reve, Vaslav naar het gelijknamige boek van Arthur Japin en Intouchables naar de gelijknamige film uit 2011.
In 2015 speelde Arendzen de titelrol in Eline Vere naar de gelijknamige roman van Louis Couperus uit 1889. In 2016 vertolkte zij de rol van Katharina Kiel in Een vijand van het volk (1882) van Henrik Ibsen, en in 2017 die van Julia in De verlossing (1996) van Hugo Claus.
In 2017/18 speelde zij de hoofdrol Eva in Vele hemels boven de zevende, naar de gelijknamige roman van Griet Op de Beeck.
In 2018/19 gaf Arendzen volgens NRC Handelsblad imponerend gestalte aan Hedwig Marga de Fontayne, de hoofdrol in Van de koele meren des doods, een toneelbewerking door Ger Thijs van de gelijknamige roman uit 1900 van Frederik van Eeden. De Volkskrant gaf haar voor deze rol drie sterren en achtte haar vertolking een Theo d'Or waardig.
In 2020 speelde Arendzen met Jeroen Spitzenberger in het liefdesverhaal De liefde begraven.
In 2023 speelde zij in Augustus: Oklahoma, van Toneelgroep Maastricht.
In 2025 speelt Arendzen in BV Vastgoed, eveneens een productie van Toneelgroep Maastricht.